# Wattové pobřeží

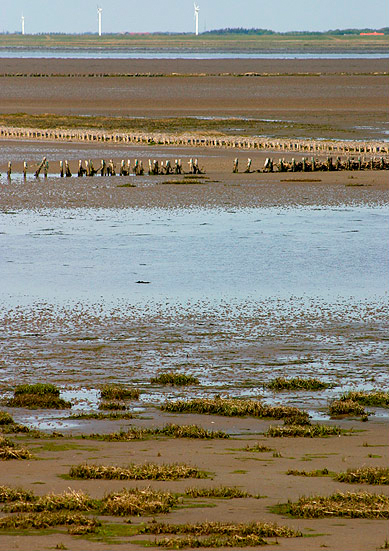
Ukázka wattového pobřeží v Dánsku

Wattové pobřeží či watty (německy: Watten, nizozemsky: wadden, anglicky: mudflats) je druh rozlehlé pobřežní písčité a bahnité mělčiny, která je za přílivu zaplavována a za odlivu obnažována. Tyto přílivové plošiny jsou jedinečným stanovištěm pro ryby, měkkýše, ploutvonožce a další mořská zvířata a mají také velký význam při sezónním stěhování ptáků. V případě hromadění organicky bohatých usazenin dochází k jejich přeměně na marše. 

## Výskyt wattů ve světě
Wattová pobřeží se nacházejí po celém světě, především v mírných klimatických pásmech. V tropických oblastech jsou podobné přílivové oblasti obvykle pokryty mangrovovými porosty. Následující výčet wattů není kompletní a jsou v něm uvedeny jen některé reprezentativní příklady. 
- Evropa 
  - Severní moře
    - Waddenzee na pomezí Dánska, Německa a Nizozemska.[p 1]
    - The Wash, Lindisfarne na anglickém pobřeží Severního moře
    - estuár Temže

  - Lamanšský průliv
    - Mont-Saint-Michel

  - Irské moře
    - Morecambe Bay, Bridgwater Bay

  - pobřeží Biskajského zálivu
    - Baie de Bourgneuf, Francie
- Afrika
  - Banc d'Arguin, pobřeží Atlantiku, Mauritánie[p 2]
- Asie
  - pobřeží Žlutého moře
    - Hnízdiště stěhovavých ptáků podél pobřeží Žlutého moře a Pochajského zálivu, Čína[p 3]
    - Getbol, korejské přílivové plošiny, Jižní Korea[p 4]
    - Saemangeum - přehrazen, částečně vysušen

  - Kurilské ostrovy, Rusko
- Amerika
  - části pobřeží Massachusetts, USA
  - části pobřeží Washingtonu, USA

## Fotogalerie

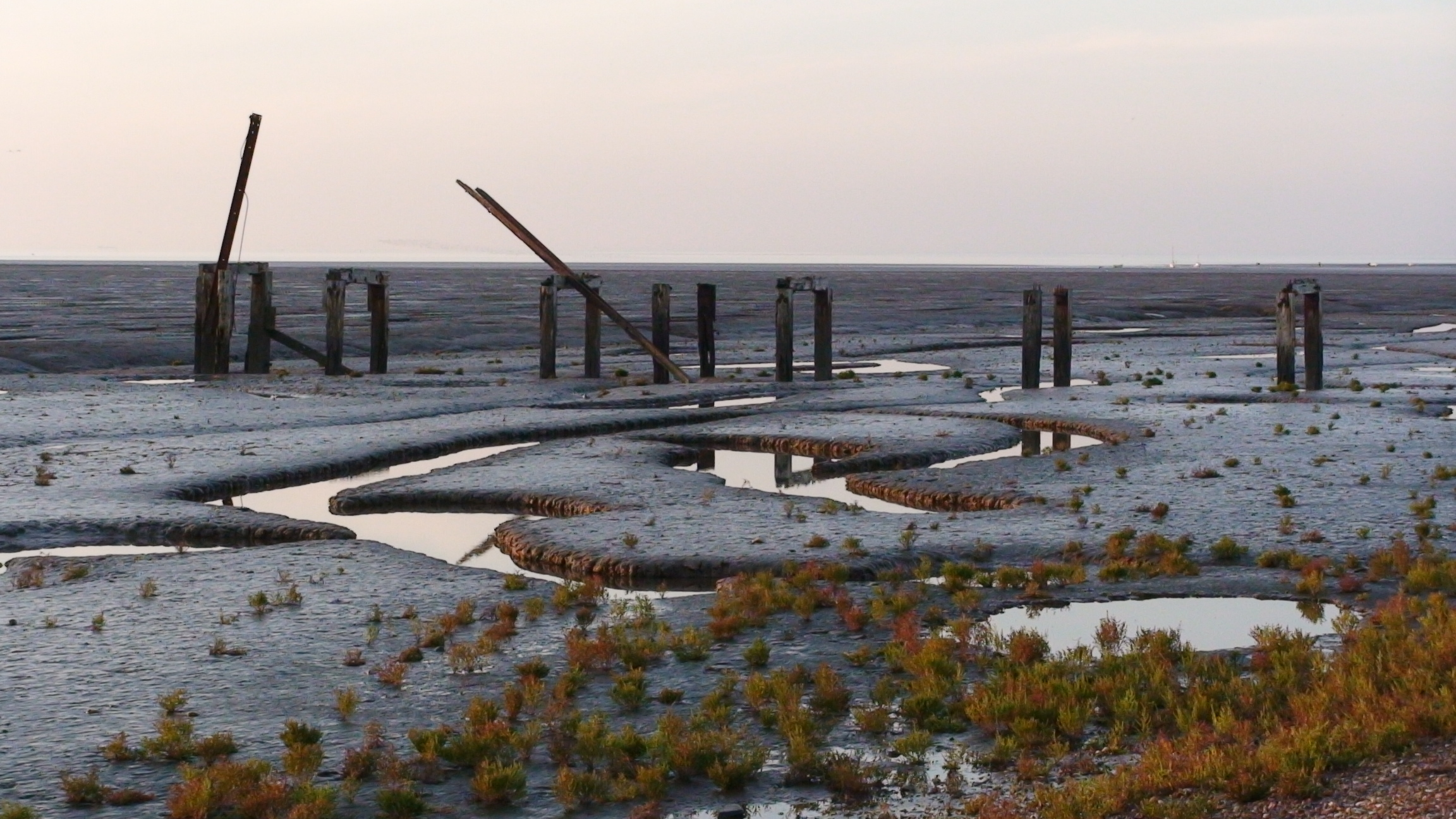
The Wash, Spojené království
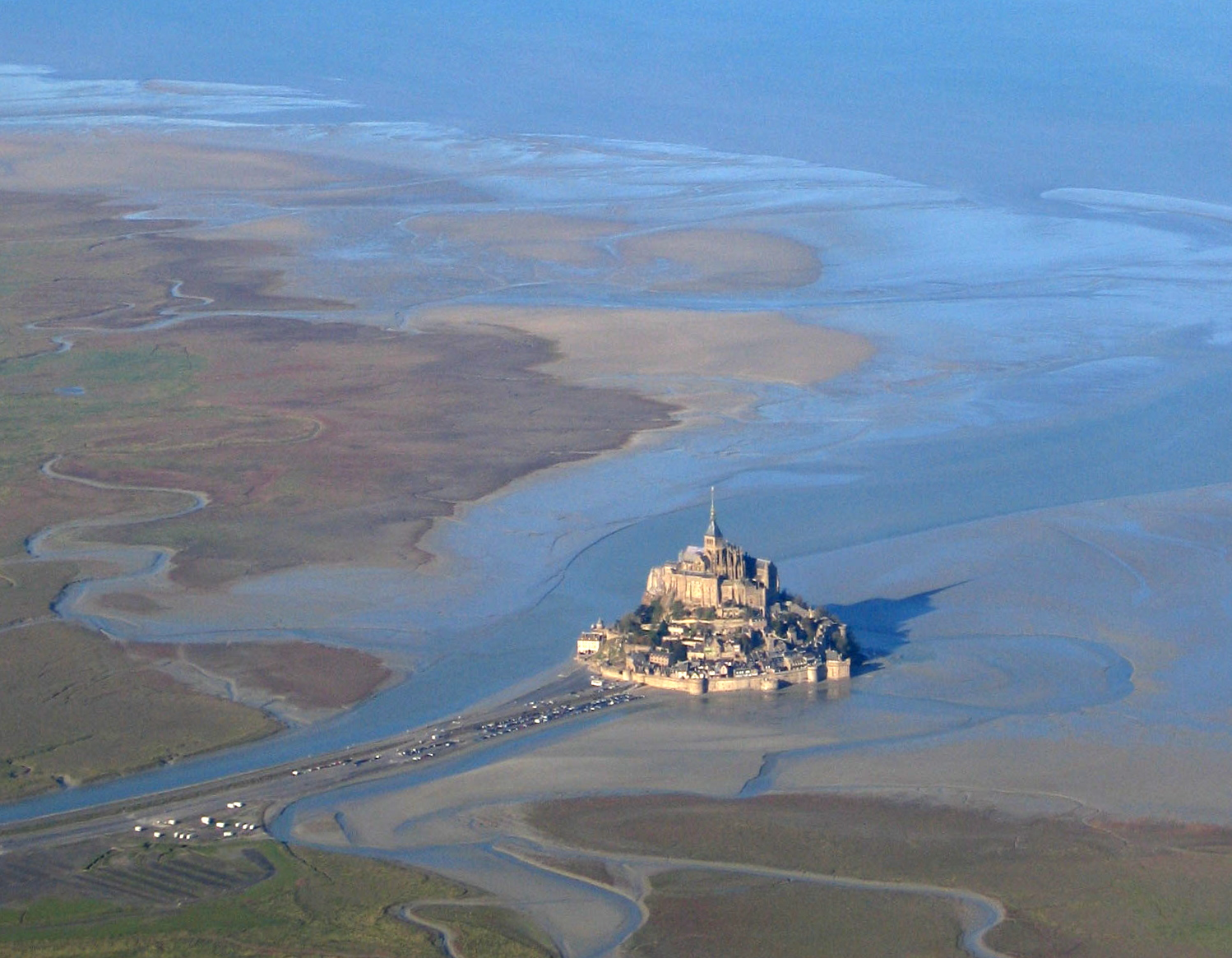
Mont-Saint-Michel, Francie
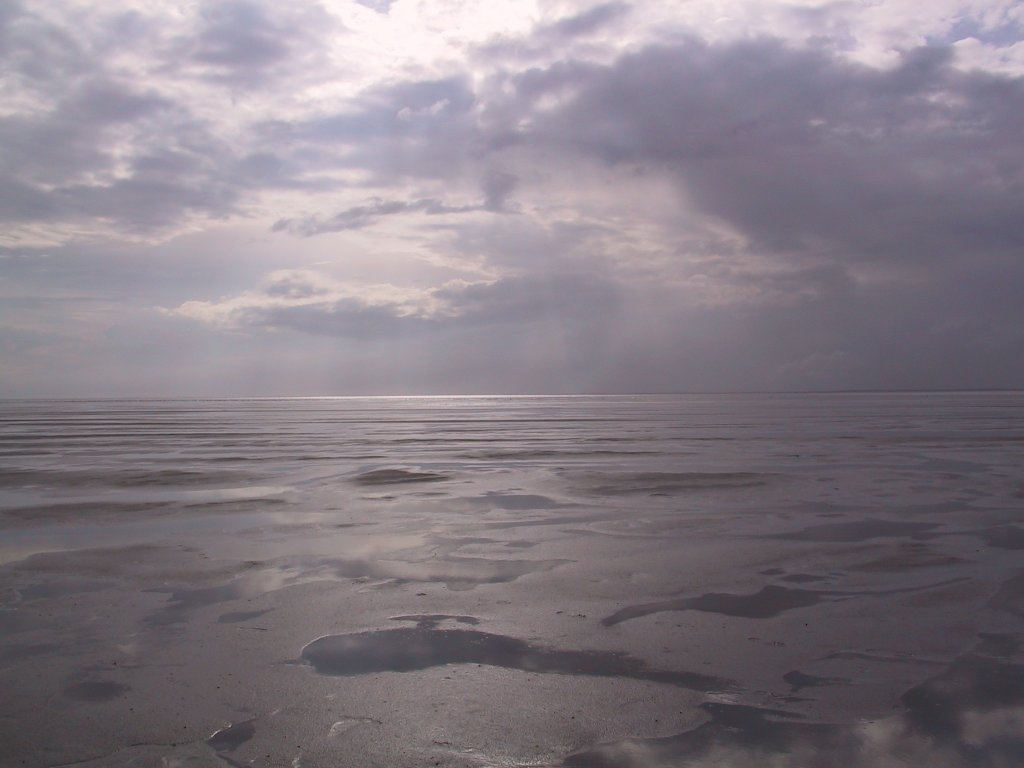
Waddenzee, Nizozemsko
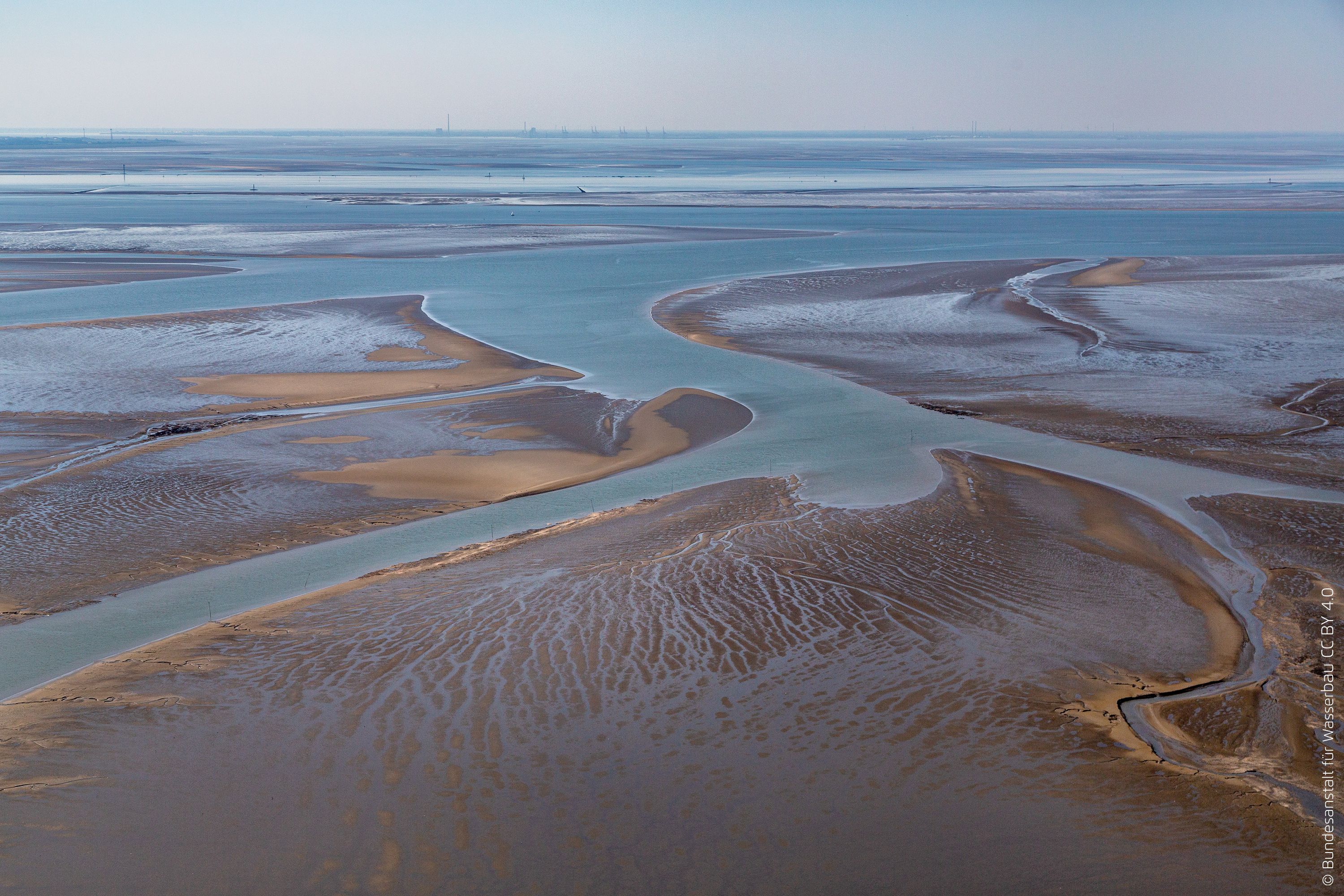
Waddenzee, Německo
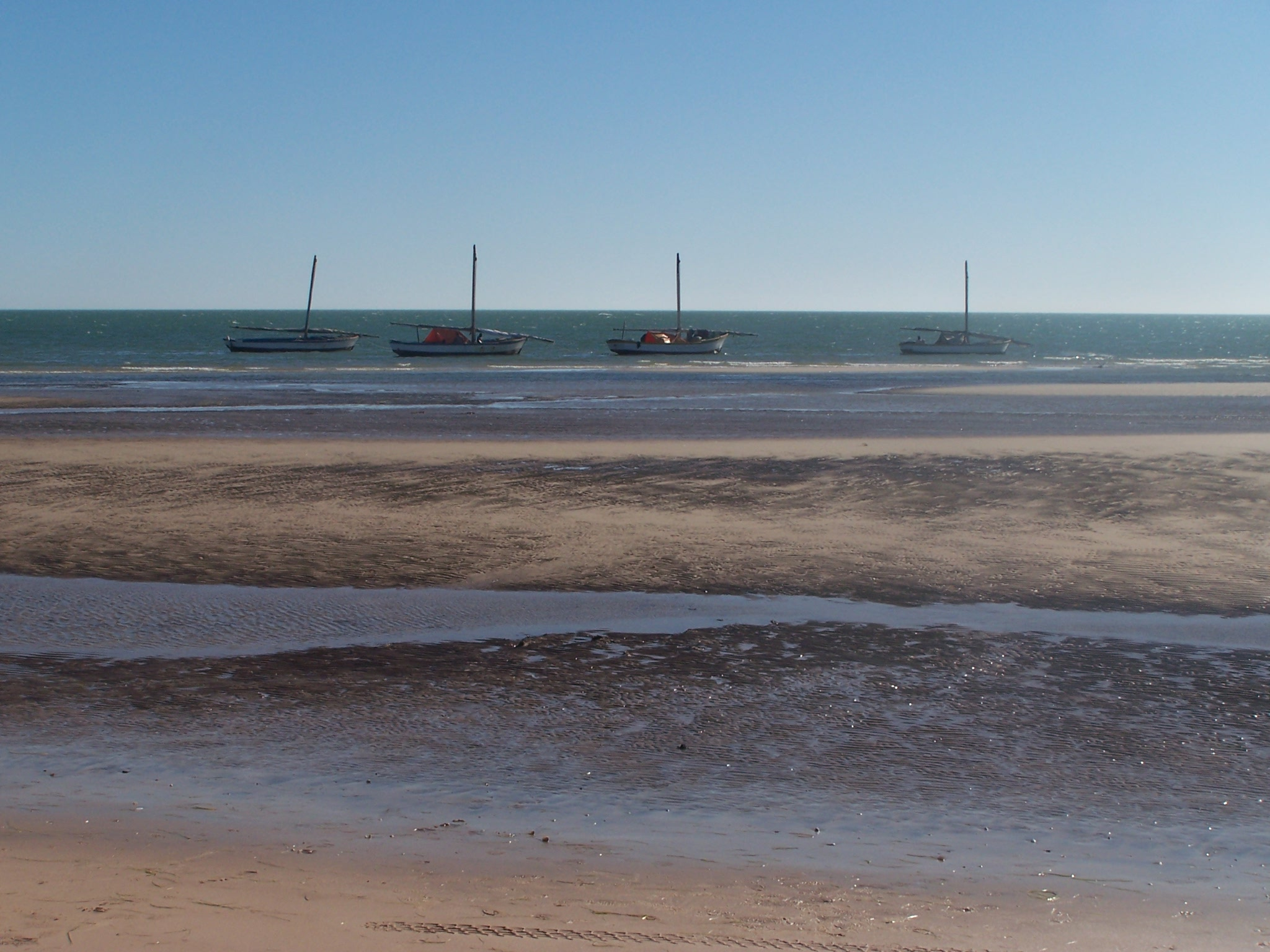
Banc d'Arguin, Mauritánie